# メトロポリス銀行
メトロポリス銀行（メトロポリスぎんこう、英：Bank of the Metropolis）はアメリカ合衆国ニューヨーク州ニューヨーク市マンハッタン区の31 ユニオン・スクエア・ウェストに位置する建物である。これは3つの部分からなる高層ビルの設計、特に古典的な柱の構造の再現に特化した建築家、ブルース・プライスによって設計された。1902年から1903年にかけて建設されたファサードはネオルネッサンス建築で、建材には石灰岩が使用されている。1871年に設立され、1918年にマンハッタン銀行によって買い取られたメトロポリス銀行の本社として建設された。建物は1975年に住宅用に改装されている。
メトロポリス銀行ビルディングは1988年7月12日にニューヨーク市歴史建造物、2003年11月15日にアメリカ合衆国国家歴史登録財に登録された。かつての銀行事務所は現在、レストラン ブルー・ウォーター・グリルとなっている。